# Logje
Logje – wieś w Słowenii, w gminie Kobarid. W 2018 roku liczyła 42 mieszkańców.